# Xavier Artigas

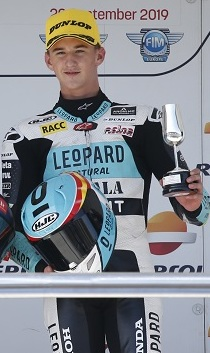
Xavier Artigas in 2019.

Xavier Artigas López (Barcelona, 27 mei 2003) is een Spaans motorcoureur.

## Carrière
Artigas maakte zijn motorsportdebuut in 2009 en reed in zijn jeugd in verschillende minimoto-kampioenschappen, waarin hij een aantal successen behaalde. In 2016 debuteerde hij in het Spaanse PreMoto3-kampioenschap, waarin hij zestiende werd in de eindstand.
In 2017 maakte Artigas de overstap naar de FIM MotoGP Rookies Cup. Hij kende een redelijk debuutseizoen, waarin een zevende plaats op de Sachsenring zijn beste resultaat was. Met 41 punten werd hij zestiende in het klassement. In 2018 bleef hij actief in de klasse en verbeterden zijn resultaten flink. Hij won zijn eerste race op de Red Bull Ring en behaalde gedurende het seizoen nog vier andere podiumplaatsen. Met 166 punten eindigde hij achter Can Öncü en Deniz Öncü als derde in het kampioenschap.
In 2019 stapte Artigas over naar het Spaanse Moto3-kampioenschap, waarin hij op een Honda reed. Hij won een race op het Motorland Aragón en behaalde drie andere podiumfinishes. Achter Jeremy Alcoba en Carlos Tatay werd hij met 149 punten derde in de eindstand. Aan het eind van het seizoen debuteerde hij in de Moto3-klasse van het wereldkampioenschap wegrace in de seizoensfinale in Valencia op een Honda als wildcardcoureur. In zijn eerste WK-race behaalde hij direct zijn eerste podiumplaats met een derde positie.
In 2020 bleef Artigas actief in de Spaanse Moto3. Hij kende een sterke seizoensstart met twee overwinningen op het Autódromo do Estoril en het Circuito Permanente de Jerez, maar in de rest van het seizoen won hij niet meer. Wel behaalde hij in de rest van de races zes podiumplaatsen, waardoor hij met 189 punten tweede werd in het eindklassement, slechts zeven punten minder dan kampioen Izan Guevara.
In 2021 debuteerde Artigas als fulltime coureur in het wereldkampioenschap Moto3 op een Honda. In de eerste drie races van het seizoen kwam hij niet aan de finish, maar hierna eindigde hij regelmatig in de top 10. Hij moest de Grands Prix van Stiermarken en Oostenrijk missen omdat hij positief was getest op SARS-CoV-2. In de seizoensfinale in Valencia behaalde hij zijn eerste Grand Prix-overwinning. Met 72 punten eindigde hij als vijftiende in het kampioenschap.

## Statistieken

### Grand Prix

#### Per seizoen
| Seizoen | Klasse | Motor   | Team                       | Races | Winst | Podiums | Poles | SR | Ptn | Pos |
| ------- | ------ | ------- | -------------------------- | ----- | ----- | ------- | ----- | -- | --- | --- |
| 2019    | Moto3  | Honda   | Leopard Impala Junior Team | 1     | 0     | 1       | 0     | 0  | 16  | 26e |
| 2021    | Moto3  | Honda   | Leopard Racing             | 16    | 1     | 1       | 0     | 2  | 72  | 15e |
| 2022    | Moto3  | CFMoto  | CFMoto Racing Prüstel GP   | 20    | 0     | 0       | 0     | 0  | 83  | 16e |
| 2023    | Moto3  | CFMoto  | CFMoto Racing Prüstel GP   | 20    | 0     | 1       | 0     | 0  | 77  | 15e |
| 2024    | Moto2  | Forward | Klint Forward Factory Team | 19    | 0     | 0       | 0     | 0  | 10  | 25e |
| Totaal  | Totaal | Totaal  | Totaal                     | 76    | 1     | 3       | 0     | 2  | 258 |     |

#### Per klasse
| Klasse | Seizoenen       | 1e GP           | 1e podium       | 1e winst        | Races | Winst | Podiums | Poles | SR | Ptn | Kampioen |
| ------ | --------------- | --------------- | --------------- | --------------- | ----- | ----- | ------- | ----- | -- | --- | -------- |
| Moto3  | 2019, 2021-2023 | Valencia 2019   | Valencia 2019   | Valencia 2021   | 57    | 1     | 3       | 0     | 2  | 248 | 0        |
| Moto2  | 2024            | Qatar 2024      |                 |                 | 19    | 0     | 0       | 0     | 0  | 10  | 0        |
| Totaal | 2019, 2021-2024 | 2019, 2021-2024 | 2019, 2021-2024 | 2019, 2021-2024 | 76    | 1     | 3       | 0     | 2  | 258 | 0        |

#### Races per jaar
(vetgedrukt betekent pole positie; cursief betekent snelste ronde)
| Jaar | Klasse | Motor   | 1       | 2       | 3       | 4      | 5       | 6       | 7       | 8      | 9      | 10      | 11     | 12      | 13      | 14      | 15     | 16     | 17     | 18     | 19     | 20     | Pos | Ptn |
| ---- | ------ | ------- | ------- | ------- | ------- | ------ | ------- | ------- | ------- | ------ | ------ | ------- | ------ | ------- | ------- | ------- | ------ | ------ | ------ | ------ | ------ | ------ | --- | --- |
| 2019 | Moto3  | Honda   | QAT     | ARG     | AME     | SPA    | FRA     | ITA     | CAT     | NED    | DUI    | TSJ     | OOS    | GBR     | SMR     | ARA     | THA    | JPN    | AUS    | MAL    | VAL 3  |        | 26  | 16  |
| 2021 | Moto3  | Honda   | QAT DNF | DOH DNF | POR DNF | SPA 9  | FRA 7   | ITA 16  | CAT DNF | DUI 9  | NED 9  | STI DNS | OOS    | GBR 18  | ARA DNF | SMR DNF | AME 14 | EMI 9  | ALG 8  | VAL 1  |        |        | 15  | 72  |
| 2022 | Moto3  | CFMoto  | QAT 10  | INA 6   | ARG DNF | AME 6  | POR 20  | SPA 5   | FRA DNF | ITA 20 | CAT 10 | DUI 13  | NED 5  | GBR 11  | OOS 14  | SMR 20  | ARA 11 | JPN 11 | THA 14 | AUS 14 | MAL 11 | VAL 23 | 16  | 83  |
| 2023 | Moto3  | CFMoto  | POR 8   | ARG 8   | AME 3   | SPA 7  | FRA 7   | ITA DNF | DUI 10  | NED 14 | GBR 21 | OOS 20  | CAT 12 | SMR 17  | IND 12  | JPN DNF | INA 19 | AUS 16 | THA 14 | MAL 6  | QAT 20 | VAL 19 | 15  | 77  |
| 2024 | Moto2  | Forward | QAT 27  | POR DNS | AME 24  | SPA 20 | FRA DNF | CAT 20  | ITA 25  | NED 23 | DUI 23 | GBR 23  | OOS 25 | ARA DNF | SMR 26  | EMI 22  | INA 20 | JPN 6  | AUS 19 | THA 21 | MAL 22 | SOL 23 | 25  | 10  |